# Georni Jaramillo
Pour les articles homonymes, voir Jaramillo.
Georni Gregorio Jaramillo Caceres (né le 6 mars 1989) est un athlète vénézuélien, spécialiste du décathlon.

## Carrière
Son meilleur score est de 7 679 points à Guadalajara le 25 octobre 2011. Il remporte le titre du saut en longueur lors des Championnats ibéro-américains d'athlétisme 2012 avec un saut à 8,02 m, vent favorable. Il remporte la médaille d'argent du décathlon lors des Championnats d'Amérique du Sud de Lima en juin 2015 avec un score de 7 454 points, médaille qu'il confirme en 2017 aux championnats suivants à Luque, en dépassant les huit mille points, bénéficiant de vent trop favorable.
Il franchit les huit mille points le 5 mai 2018, avec 8 048 points, à Barquisimeto.
Il remporte la médaille d’or lors des Championnats d'Amérique du Sud d'athlétisme 2019 à Lima.
Il se classe 19e des championnats du monde 2019 à Doha avec 6 645 points.

## Palmarès
| Date | Compétition                    | Lieu         | Résultat | Marque        |
| ---- | ------------------------------ | ------------ | -------- | ------------- |
| 2011 | Championnats d'Amérique du Sud | Buenos Aires | 3e       | 7 051 pts     |
| 2015 | Championnats d'Amérique du Sud | Lima         | 2e       | 7 454 pts     |
| 2017 | Championnats d'Amérique du Sud | Luque        | 2e       | 8 126 pts (w) |
| 2019 | Championnats d'Amérique du Sud | Lima         | 1er      | 7 784 pts     |
| 2021 | Championnats d'Amérique du Sud | Guayaquil    | 3e       | 7 051 pts     |

## Records
| Épreuve   | Performance | Lieu         | Date       |
| --------- | ----------- | ------------ | ---------- |
| Décathlon | 8 048 pts   | Barquisimeto | 5 mai 2018 |